# Ljusgöl (Hallingebergs socken, Småland, 640540-153169)
Ljusgöl är en sjö i Västerviks kommun i Småland och ingår i Storån-Botorpsströmmens kustområde. Sjöns area är 0,045 kvadratkilometer och den befinner sig 66,1 meter över havet.